# 蠕动

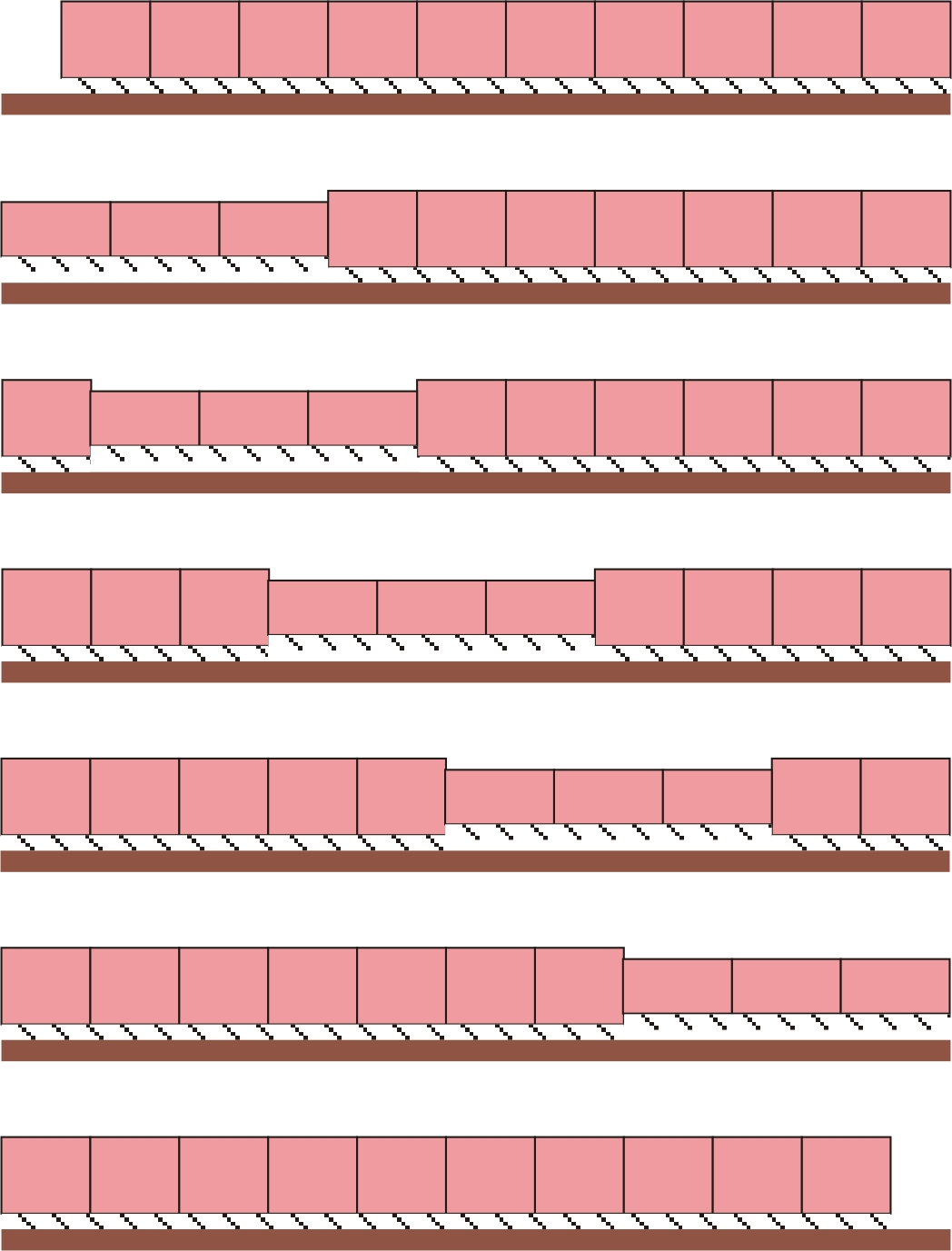
蚯蚓蠕动原理的简单示意图

蠕动（英語：Peristalsis）是指肌肉辐射对称地舒展、收缩，并在管状物体表面制造出波纹，从而产生推力使物体顺向移动的过程。在消化道中，平滑肌顺次收缩，推进食团。蚯蚓等动物会使用类似的方法向前移动。